# Кров'яний агар

Різні типи гемолізу викликані бактеріями роду Streptococcus:
α-гемоліз викликаний Streptococcus mitis
β-гемоліз викликаний Streptococcus pyogenes
γ-гемоліз Streptococcus salivarius

Кров'яний агар — щільне поживне середовище для клінічних та мікробіологічних досліджень.

## Виготовлення
Кров'яний агар виготовляється на поживній основі для досліджуваного мікроорганізму, наприклад на основі м'ясо-пептонного агару з додаванням на етапі застигання середовища до 10 % крові тварин або людини (зазвичай кров овець або коня, іноді кроля, рідко кров людини). Після охолодження основного живильного середовища до температури нижче 50 °C до нього додається необхідний обсяг дефібринованої крові й живильне середовище заливається в чашки Петрі. Рекомендована кількість крові зазвичай становить 50–80 мл (з розрахунку на один літр кров'яного агару) або повинна досягати частки 5–10% у готовому середовищі. Після додавання крові pH повинен дорівнювати 6,8, щоб збереглися еритроцити. Бутильований затверділий кров'яний агар при зберіганні в прохолодних умовах може зберігати свої властивості до трьох місяців. Кип'ячений кров'яний агар (його також називають шоколадним агаром через його забарвлення) - це варіант агару крові, при якому лізис еритроцитів досягається шляхом короткого нагрівання середовища, змішаного з кров’ю, до 80 °C. При цьому в живильне середовище виділяються фактори крові й можуть метаболізуватися там бактеріями, які самі по собі не є гемолітичними (наприклад, Haemophilus influenzae).

## Застосування
Кров'яний агар застосовується для вирощування, первинної діагностики та ступеню гемолітичної активності (або її відсутність) хвороботворних мікроорганізмів. Зазвичай використовується для роботи з мікроорганізмами родів Streptococcus, Staphylococcus, Haemophilus.

## Типигемолізуна кров'яному агарі
- α-гемоліз — бактерії не виробляють гемолітичних ферментів, на кров'яному агарі утворюється зелена зона, що пов'язано не з реальним гемолізом, а зі знебарвленням та втратою калію в еритроцитах[2].
- β-гемоліз — мікроорганізми виробляють стрептолізин O або S та оточені чіткою зоною гемолізу. Гемоглобін повністю руйнується, це справжній гемоліз[2]. У цій зоні всі клітини еритроцитів повністю гемолізуються.
- γ-гемоліз — бактерії не демонструють гемолітичної активності.